# 佐藤道子
佐藤 道子（さとう みちこ、1930年（昭和5年） - 2022年（令和4年）1月17日 ）は、元東京国立文化財研究所芸能部長、文学博士。仏教芸能を専攻し、特に東大寺二月堂修二会の研究で著名である。東京文化財研究所名誉研究員。日本統治時代の台湾台中州生まれ。

## 略歴
東京女子大学専門部国語科卒業。1955年（昭和30年）東京国立文化財研究所芸能部の臨時筆生となる。1959年（昭和34年）4月に職員となり、以後は行政職、研究職、芸能部長となる。1967年（昭和42年）から東京国立文化財研究所芸能部による東大寺二月堂修二会の研究を担当し、6年間にわたり集中的な調査を実施。行事の次第や内容、所作、声明を手書き図を入れて詳しくまとめ、平凡社「芸能の科学」シリーズ6・7・12・13の4冊『東大寺修二会の構成と所作』1975年から1982年刊行したほか、修二会のうち観音悔過（お水取り）を録音して日本ビクターから1971年に発売されたレコードに付いた解説を横道萬里雄とともに執筆した。
1967年最初に調査を申し入れた時は「女性の調査はまかりならん」と断られたが、別当に調査の意義を説明して翌1968年に許可を得た。修二会に際しては、二月堂の北にある茶屋に寝泊まりするなどして、聴聞者より早く堂に入り、きちんとした着物姿で見聞きして作法を詳細にメモした。芸能史研究から東大寺以外の全国の寺の行事を調査し、音楽・声明の作法や思想と比較し研究した。表に出ない助手役を務める童子ら修二会に関わる人たちに取材し、東大寺僧も熱心さに寺の史料を提供し、『東大寺修二会の構成と所作』は、東大寺の若手の僧からも、修二会について参照する完成度である。さらに一般向けの著書は修二会を興味本位でなく、宗教的な意味を理解しきちんと内容を考えようとする人が増えたと評価されている。研究成果は、法要の歴史と役割、寺や宗派としての意味、悔過法会の役割などに及び、研究者や寺周囲の人にとっても重要だという。
1992年（平成4年）3月31日に退任し、同年10月18日付で独立行政法人東京文化財研究所の名誉研究員になる。2003年（平成15年）5月15日、「悔過会と芸能」により大阪大学で文学博士号を取得した。2022年（令和4年）1月17日、91歳没。

## 著作
- 東京文化財研究所芸能部篇(編) 佐藤道子担当『東大寺修二会の構成と所作』平凡社 1975～1982年／法蔵館 2005年11月
- 佐藤道子編『中世寺院と法会』法蔵館 1994年5月
- 『悔過会と芸能』法蔵館 2002年5月
- 『東大寺お水取り 春を待つ祈りと懺悔の法会』朝日選書（朝日新聞出版） 2009年2月